# 피노 팔라디노
피노 팔라디노(Pino Palladino, 1957년 10월 17일~)는 영국 웨일스의 음악가이다.